# In corpore vili
In corpore vili è una locuzione latina di origine tardo-medievale, che tradotta letteralmente significa "in un corpo vile" (cioè di poco o nessun valore).
La sua versione completa sarebbe: Faciamus experimentum in corpore vili "Facciamo un esperimento su un corpo vile". Motto attribuito in generale ai medici che, secondo l'opinione popolare, facevano le loro esperienze scientifiche su corpi di persone di poca importanza.
Tale motto sarebbe stato pronunciato per la prima volta da alcuni medici del XVI secolo, in una cittadina piemontese (forse Asti), chiamati a curare l'umanista Marc-Antoine Muret, in fuga da Tolosa, ove era stato condannato al rogo per sodomia. Questi, giunto in Piemonte, aveva finito per ammalarsi e fu scambiato per un vagabondo a causa dell'abbigliamento. Disteso su un letto udì i medici pronunciare tale frase e, intuendo quale fosse il loro scopo, cioè di utilizzare il suo corpo per certi esperimenti, sicuri che del paziente nessuno avrebbe chiesto conto, Muret approfittò di una distrazione dei futuri carnefici e, recuperate le forze, se la diede a gambe. Di questa vicenda circolano un paio di varianti, che tuttavia discordano di pochi particolari.